# Cinder
Cinder es un libro publicado en 2012, siendo el debut en ciencia ficción young adult de la escritora americana Marissa Meyer, publicado por Macmillan Publishers a través de Feiwel & Friends. Es el primer libro de la saga Las crónicas lunares. La historia está basada en el clásico cuento de hadas de La Cenicienta. Cinder fue elegido como uno de los primeros libros de IndiebOund's Kids para el invierno del 2012.

## Sinopsis
La historia surge en la futurista ciudad de Nueva Beijing, donde los países fueron re-organizados para formar nuevos imperios y aliados y los habitantes de la Luna tienen un poder inconmensurado. Asia es ahora un país emperador conocido como Eastern Commonwealth.
Una enfermedad con una desconocida causa o cura, conocida como Letumosis, también llamada la peste, está asolando al mundo. La protagonista, Linh Cinder, es una cyborg que trabaja como mecánica en un local en las calles de Beijing y vive su vida bajo la tutela de su madrastra, Linh Adri. Más adelante, en la historia, ella conoce al príncipe Kai, quien le pide que arregle a su androide personal. Los ciborg son tratados como ciudadanos de segunda clase, por lo cual Cinder esconde su verdadera identidad de Kai. Pronto, una de las hermanastras de Cinder, Linh Peony, cae enferma de letumosis después de acompañar a Cinder a recolectar piezas para reparar. En furia, la madrastra de Cinder, da de voluntaria a Cinder para que encuentren la cura de la plaga.
Cuando Cinder es inyectada con la enfermedad de letumosis, se descubre que ella es inmune a la enfermedad. El Dr.Erland, la cabeza de la investigación, que conduce la investigación sobre la fisiología única de Cinder, sus implantes cyborg, y finalmente a la vida de Cinder antes de convertirse en un cyborg a la edad de once años, de lo cual Cinder no tiene memoria.
Al mismo tiempo, el padre de Prince Kai, el emperador Rikan, muere de la peste, resultando en el príncipe se convierta en el Emperador del Oriental Commonwealth. Hay presión para crear una alianza entre los países de Tierra y el país de Luna, Luna, dirigido por Reina Levana. Los lunares tienen la capacidad de manipular la bioelectricidad de las personas alrededor de ellos y hacerles ver lo que quieren que vean e incluso controlar sus pensamientos y acciones. La alianza propuesta es a través de Emperador Kai y su matrimonio con la Reina Levana, aun así, Emperador Kai no quiere que esto suceda ya que se encuentra buscando información con respecto a la heredera de la Luna. Cree que de alguna manera la Princesa Selene Channary Janali Blackburn sobrevivió al ataque realizado por la Reina Levana. Y mandó a su androide personal a buscar información sobre la misma. Pronto después de esto,  la hermanastra de Cinder muere de la peste y Linh Cinder roba el chip ID de Peony. Debido a esto, Linh Adri castiga Cinder rompiendo a Iko, la mejor amiga android de Cinder.
Dr. Erland revela a Cinder que ella es Lunar, resultando en su inmunidad a letumosis. Aun así, Cinder muestra que no posee capacidades Lunares. Cinder repara el android de Kai, nombrado Nainsi, y descubre que este ha estado investigando a la princesa Selene, la heredera de Luna, quienes todos creen, murió por culpa de Levana, cuándo era solo una niña. Cinder también descubre que un chip lunar Lunar fue puesto en Nainsi, lo cual fue la razón por la cual el android se averió. A través del chip Lunar, el cual está revelado para ser utilizado como comunicación directa fuera de la red, Cinder es contactada por una chica con trenzas largas quién advierte que Levana pretende casarse con Kai y matarle después de convertirse en emperatriz.
La historia culmina con un baile anual, donde los secretos son descubiertos y los personajes tienen que hacer una decisión para su futuro. Cinder advierte a Kai sobre Levana y su plan pero su identidad como cyborg y un Lunar es revelado, y es casi asesinada por Levana. Kai no tiene más elección que hacer arrestar a Cinder en la prisión de Nueva Beijing.  Más tarde en Cinder en su celda es visitada por el Dr. Erland y le revela que es un Lunar fugitivo quién ha estado escondiéndose en la Tierra. También le revela que ella es en realidad la princesa Selena. Debido al ataque de Levana, ella había quedado muy malherida y tuvieron que utilizar partes ciborg para que se recuperara. Sus habilidades de lunar fueron suprimidas debido a que, durante la operación, su padre le instaló un chip, aun así, Dr. Erland le dice a Cinder que lo ha inutilizado. 
Cinder se da cuenta entonces, de que ella es la legítima heredera al trono de Luna, y que debe derrocar a Levana.

## Personajes
- Linh Cinder: Una joven cyborg mecánica y la protagonista principal de Las Crónicas Lunares.
- Prince Kaito: Príncipe de Corona de Oriental Commonwealth. Conoce a Cinder cuándo lleva su androide personal para ser reparado a su taller y desarrolla sentimientos hacia ella, aún así, tiene que hacer frente a la posibilidad de que deba contraer matrimonio con Levana para que la Luna no ataque a la Tierra.
- Dr. Erland: Un fugitivo Lunar, quién trabaja en el palacio buscando descubrir una cura contra la letumosis (enfermedad).
- Linh Peony: Hermanastra y amiga de Cinder; hija de Linh Garan y Linh Adri. A principios del libro,  contrae la misma peste que mató a su padre y muere a pesar de los esfuerzos de Cinder de darle la cura.
- Linh Pearl: Hija de Adri y Garan es la hermana mayor, usualmente insulta y degrada a Cinder.
- Linh Adri: Madrastra cruel de Cinder, con la creencia que los cyborgs son inhumanos y los mutantes incapaces de tener emociones. Ella regularmente maltrata a Cinder y la culpa de todas las cosas malas de su vida.
- Iko: Es la mejor amiga de Cinder, ella es una androide quien se olvida a veces que es una de ellos. Debido a que tiene un chip que funciona mal, ella suele tener más comportamiento humano. Ella es desarmada por Adri luego de que Cinder fuera arrestada, pero esta recupera su chip de personalidad.
- Reina Levana: La reina cruel de Luna, la colonia de luna, y el antagonista principal de la historia. No escatima en utilizar terribles tácticas para someter a la Tierra. Utiliza un potente glamor para forzar a las personas a creerla hermosa.  Está basada en el personaje de la bruja malvada de Blancanieves.
- Sybil Mira: La cabeza tramaturgo de Levana, leal a Levana y dispuesta a hacer lo que ella desee. Sybil estaba originalmente en el palacio antes de la muerte del emperador Rikan.
- Konn Torin: El consejero real del príncipe Kai.
- Emperador Rikan: el padre de Kai y el emperador. Muere de letumosis.
- Chang Sacha: una panadera en el mercado, quién muere de letumosis. Degrada a Cinder debido a que ella es una cyborg, a pesar de eso, ella utiliza el vial de la cura para salvar a su hijo.
- Nainsi: El androide de Kai, quién le ayudaba búsqueda Princesa Selene. Cinder arregla este androide para Kai.

## Recepción
La recepción de la crítica de Cinder ha sido mayoritariamente positivo,  Los Angeles Time llamó al libro "refrescante" y alabó el carácter de Cinder. Publishers Weekly,, revisó el libro, diciendo que los personajes "son fáciles de verse atrapado ". Booklist llamó  a Cinder un "Una vuelta fresca de la Cenicienta,"". El Wall Street Journal escribió que el libro era un "poco demandado y sorprendentemente afable libro". Kidz El mundo declaró que Cinder era "a una historia asombrosa aproximadamente y le encantó el misterioso paquete".